# Saint-Germain-des-Champs
Saint-Germain-des-Champs là một xã của Pháp,tọa lạc ở tỉnh Yonne trong vùng Bourgogne. Saint-Germain-des-Champs cách Avallon 10 km và cách Vézelay 17 km.

## Hành chính
| Danh sách các thị trưởng |                 |     |      |         |
| Giai đoạn                | Giai đoạn       | Tên | Đảng | Tư cách |
| 1888                     | Mederic Devoir  |     |      |         |
| 1912                     | Auguste Bernanr |     |      |         |
| 1945                     | Joseph Girardot |     |      |         |
| 1945                     | Louis Devoir    |     |      |         |
| 1983 2001                | Louis Dizien    |     |      |         |
| 2001 2008                | Michel Millet   |     |      |         |

## Thông tin nhân khẩu
| Năm | 1962 | 1968 | 1975 | 1982 | 1990 | 1999 |
| --- | ---- | ---- | ---- | ---- | ---- | ---- |
| Dân số | 570  | 600  | 503  | 450  | 434  | 395  |
| From the year 1962 on: No double counting—residents of multiple communes (e.g. students and military personnel) are counted only once. |      |      |      |      |      |      |